# David Norris
David Patrick Bernard Norris, född 1 juli 1944 i Leopoldville, Belgiska Kongo (nuvarande Kinshasa i Kongo-Kinshasa), är en irländsk akademiker, oberoende senator, samt HBT- och människorättsaktivist. Internationellt sett tillräknas Norris att ha "klarat, nästan helt själv, att få bort den antihomosexualitetslag som ledde till Oscar Wildes fall", vilket han åstadkom 1988 efter fjorton års kampanj. Norris är en tidigare universitetsföreläsare samt medlem av Oireachtas, och tjänar i Seanad Éireann sedan 1987. Han var den första öppet homosexuella personen att väljas till en allmän ställning i Irland. Han är även en framstående medlem i den irländska kyrkan.
Han kandiderade till posten som Irlands president i presidentvalet i oktober 2011, och toppade många opinionsundersökningar och var favorittippad, men drog sig ur månader innan valet, innan han åter ställde upp igen i september 2011.